# 小行星21924
小行星21924（21924 Alyssaovaitt）是一颗绕太阳运转的小行星，为主小行星带小行星。该小行星于1999年11月4日发现。

## 轨道参数
小行星21924的轨道半长轴为2.5413429 UA，离心率为0.070。